# 弥富郵便局
弥富郵便局（やとみゆうびんきょく）
- 愛知県弥富市にある郵便局。本記事にて記述する。
- 岐阜県郡上市にある郵便局。局番号は24261。
- 山口県萩市にある郵便局。局番号は55196。

弥富簡易郵便局（やとみかんいゆうびんきょく）
- 千葉県佐倉市にある簡易郵便局。局番号は05749。

弥富郵便局（やとみゆうびんきょく）は愛知県弥富市にある郵便局。民営化前の分類では集配普通郵便局であった。

## 概要
- 住所：〒498-8799 愛知県弥富市鯏浦町中六82-1

## 沿革
- 1871年4月20日（明治4年3月1日） - 日本の近代郵便制度の創設とともに前ヶ須（まえがす）郵便取扱所として開設[1]。
- 1873年（明治6年） - 前ヶ須郵便役所となる。
- 1875年（明治8年）1月1日 - 前ヶ須郵便局（四等）となる。
- 1885年（明治18年）10月1日 - 貯金取扱を開始。
- 1890年（明治23年）12月21日 - 為替取扱を開始。
- 1900年（明治33年）2月16日 - 前ヶ須郵便電信局となる。
- 1903年（明治36年）4月1日 - 通信官署官制の施行に伴い前ヶ須郵便局となる。
- 1904年（明治37年）3月1日 - 弥富郵便局に改称。
- 1956年（昭和31年）10月1日 - 鍋田郵便局から集配業務を移管[2]。
- 1962年（昭和37年）8月26日 - 電話交換業務を津島電報電話局弥富分室に移管。
- 1965年（昭和40年）2月10日 - 和文電報配達業務を津島電報電話局に移管。
- 1966年（昭和41年）3月1日 - 特定郵便局から普通郵便局に局種別改定。
- 1978年（昭和53年）10月 - 局舎新築落成。
- 1999年（平成11年） - 外国通貨の両替および旅行小切手の売買に関する業務取扱を開始。
- 2007年（平成19年）10月1日 - 民営化に伴い、併設された郵便事業弥富支店に一部業務を移管。
- 2012年（平成24年）10月1日 - 日本郵便株式会社発足に伴い、郵便事業弥富支店を弥富郵便局に統合。
- 2015年（平成27年）8月31日 - 十四山郵便局から「490-14xx」区域の集配業務を移管。

## 取扱内容
- 郵便、印紙、ゆうパック、内容証明
- 貯金、為替、振替、振込、国際送金、外貨両替・トラベラーズチェック、国債、投資信託
- 生命保険、バイク自賠責保険、自動車保険、変額年金保険
- ゆうちょ銀行ATM
- 「498-00xx」区域（弥富市（旧海部郡弥富町域））、「498-08xx」区域（三重県桑名郡木曽岬町の全域）、「490-14xx」区域（弥富市（旧海部郡十四山村域）、海部郡飛島村の全域）の集配業務
- ゆうゆう窓口

## 周辺
- 弥富市役所
- 弥富市図書館
- 弥富市立桜小学校
- 海南病院

## 交通アクセス
- JR関西本線、名鉄尾西線 弥富駅、もしくは近鉄名古屋線 近鉄弥富駅からそれぞれ徒歩で約6分。
- 三重交通バス「弥富」停留所[3]、もしくは弥富市コミュニティバス「弥富市役所」停留所下車。
- 東名阪自動車道 弥富ICから南へ約2.5km。
- 国道1号沿い
- 駐車場あり：20台分確保